# Ipponoo (figlio di Priamo)
Ipponoo (in greco antico: Ἱππόνοος?) è un personaggio della mitologia greca, figlio di Priamo e di Ecuba, citato dallo Pseudo-Apollodoro come il quindicesimo dei loro diciannove figli legittimi. 
Non è però menzionato da Omero nell'Iliade né dal mitografo Igino nella lista ufficiale dei figli di Priamo.

## Mitologia
Prese parte alla guerra di Troia insieme ai suoi fratelli per impedire che la regina di Sparta Elena venisse restituita a Menelao il suo legittimo marito.
Ipponoo tentò di sfuggire all'ira di Achille morente ma venne raggiunto dall'eroe e accecato dalla sua lancia. In un lago di sangue, la punta dell'asta gli svuotò le palpebre, private delle pupille che caddero nella polvere.